# Gros-Chêne (Flémalle)
Pour les articles homonymes, voir Gros-Chêne.
Le Gros-Chêne est un hameau belge de la section d'Ivoz-Ramet, située dans la commune de Flémalle.
Le hameau est situé à l'extrême sud de la commune et est marqué par un paysage condrusien contrairement au nord de la commune qui est marqué par un paysage se rapprochant de la Hesbaye.

## Histoire
Le hameau faisait partie de la commune d'Ivoz-Ramet avant la fusion des communes de 1977.

## Géographie

### Localisation
Le hameau se situe à l'extrémité sud de la commune. Au nord se trouve le centre de la section communale d'Ivoz-Ramet, à l'est le bois de Rognac et la commune de Seraing, du sud à l'ouest, la commune de Neupré.

### Urbanisme
Le hameau est concentré sur un quadrilatère de 400 mètres de long et 200 mètres de large. C'est un hameau assez récent et principalement résidentiel.

#### Voies de communications et transports
On accède au hameau soit par l'avenue du Gros-Chêne en provenance des Thiers, soit par la route de France en provenance d'Ivoz-Ramet ou de Neupré. Le hameau est composé de six culs-de-sac (rue de l'Égalité, rue de la Tolérance, rue Champs des Bures, rue de l'Amitié, rue des Hêtres et une partie de la route Napoléon, qui descend sur Ivoz-Ramet presque parallèle à la route de France, en passant non loin du château de la Croix-Saint-Hubert). Les culs-de-sac sont réunis par quatre rues (rue des Penseurs, rue de l'Europe, rue Champdor et rue Bois des Galants) qui forment un rectangle. Le hameau compte une place, la place Émile Zola, situé à côté de l'unique rond-point du hameau.
Plusieurs chemins pédestres relient le hameau entre les différents culs-de-sac.
Deux lignes de bus de la TEC passent par le hameau, les lignes 46 et 91, et ne comptent que deux arrêts.

## Enseignement
La hameau compte une école communale.

## Démographie
Au 1er janvier 2020, la population du Gros-Chêne était de 411 habitants pour le centre, le sud du hameau comprend 39 habitants répartis le long de la route de France. L'ouest du Gros-Chêne, avec l'école et la place, ne comprend que cinq habitants. Le nombre d'habitants étant de 455 au total.
Par rapport au 1er janvier 2011, la population a baissé.